# Ramiro Osorio
Ramiro Eduardo Osorio Fonseca es un dirigente cultural colombiano, que fue Ministro de Cultura de Colombia, cofundador del Festival Iberoamericano de Teatro de Bogotá y director general del proyecto ARTeria, de la SGAE. Es actualmente el director del Teatro Mayor Julio Mario Santo Domingo de Bogotá. 

## Biografía
Inició su formación escénica en los talleres del Teatro La Mama e ingresó a la Carrera de Letras y a los talleres de teatro dirigidos por Humberto Quintero en la Universidad Javeriana de Bogotá. Fue maestro de teatro en la Escuela de Artes Gráficas del Sena.
En 1974 viajó a México para participar como actor en el I Festival Latinoamericano de Teatro y V Encuentro de los Teatros Chicanos. En ese país trabajó además en la fundación de los Talleres de Teatro y Literatura en la Casa de la Cultura de León Guanajuato, fue director de Producción Teatral de la Universidad de Guanajuato, donde obtuvo el título de Maestro en Letras Españolas, además de ser profesor en el área de Teatro. En 1977 creó el grupo Teatro El Ropero de amplio reconocimiento nacional.
Fue asesor de la Dirección de Promoción Nacional del Instituto Nacional de Bellas Artes y Coordinador General de la Muestra Nacional de Teatro. En 1985 es nombrado Director de Teatro y Danza de la Universidad Nacional Autónoma de México.
Maestro y director de Teatro de la Universidad Javeriana, Bogotá y Universidad de Guanajuato, México. Ha dirigido más de 30 obras teatrales, de autores clásicos y contemporáneos. Durante más de 40 años ha combinado el trabajo artístico con el de la gestión y promoción cultural. Fundador y Director del Festival Iberoamericano de Teatro de Bogotá (con Fanny Mikey) y del Festival Internacional de las Artes de San José, Costa Rica. Fue director del Festival Sevilla entre Culturas, del Gran Festival Ciudad de México y del Festival Internacional Cervantino de Guanajuato, entre otros festivales internacionales. 
Osorio regresó a Colombia en 1991, invitado por el presidente César Gaviria, para dirigir el Instituto Colombiano de Cultura (Colcultura). En su administración, que ejerció hasta finales de 1993, se llevó a cabo el Plan Nacional de Cultura (1992 – 1994) que estableció las bases de la Ley General de Cultura.
Tras su desempeño en Colcultura, fue nombrado Embajador de Colombia en México en 1994.
Osorio fue el artífice de la redacción y aprobación en el Congreso de la Ley General de Cultura de Colombia, convirtiéndose después en el primer Ministro de Cultura del país entre 1997 y 1998, en el gobierno de Ernesto Samper Pizano, cuando el Instituto Colombiano de Cultura se convirtió en Ministerio. Le sucedió en el cargo Alberto Casas Santamaría.
Posteriormente, trabajó en la organización de la Asamblea de Gobernadores del Banco Interamericano de Desarrollo en París (1999) cuyo tema fue Cultura y Desarrollo. Al regresar a Colombia dirigió con Fanny Mikey el Festival Iberoamericano de Teatro y el Teatro Nacional, donde dirigió su última obra:  El beso de la mujer araña. 
En el 2001, volvió a México como director general del Festival Internacional Cervantino de Guanajuato durante cinco ediciones (2001 - 2006). Durante los años 2005 y 2006 dirigió en España el Festival “Sevilla entre culturas”.
Entre el 2006 y el 2009 fue el director de Cultura de la Secretaría General Iberoamericana en Madrid e impulsó la creación de los programas Iberescena, Iberorquestas Juveniles e Ibermuseos. Desde 2010, es el director general del Teatro Mayor Julio Mario Santo Domingo de Bogotá.
Ha publicado diversos ensayos sobre teatro, políticas y gestión cultural. Ha formado parte de juntas directivas y consejos asesores de instituciones culturales en Iberoamérica y ha sido consultor de la UNESCO, la Corporación Andina de Fomento y la Organización de Estados Iberoamericanos OEI. Fue Maestro de la Escuela de Arte Teatral del Instituto Nacional de Bellas Artes, de las Universidades de Guanajuato, Aguascalientes y del Bajio en México y de las universidades Javeriana y Tadeo Lozano de Bogotá.
En noviembre de 2023 fue nombrado Académico de Honor por parte de la Academia de las Artes Escénicas de España por su contribución al desarrollo de las artes escénicas en España y en América Latina.

## Reconocimientos
Ha recibido numerosos reconocimientos entre los cuales se encuentran:
- Cruz de Boyacá en el Grado de Gran Cruz. Colombia
- Orden de la Democracia en el Grado de Gran Cruz. Colombia
- Doctor honoris causa de la Universidad Soka , Tokio, Japón
- Oficial de la Legión de Honor y Comendador de las Artes y de las Letras de la República Francesa
- Orden de Isabel la Católica en el grado de Encomienda y Encomienda de Número del Mérito Civil del Reino de España
- Homenaje del Festival Iberoamericano de Teatro de Cádiz. España
- Reconocimiento OHTLI del Gobierno de los Estados Unidos Mexicanos
- Medalla al Mérito Cultural, Ministerio de Cultura. Bogotá, Colombia
- Académico de Honor por parte de la Academia de las Artes Escénicas, España